# Драфт НБА 1981

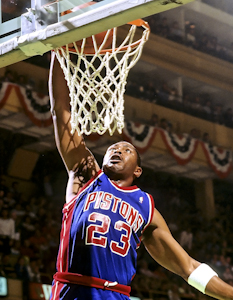
Даллас Маверікс вибрали Марка Агірре під першим загальним номером.

Драфт НБА 1981 року відбувся 9 червня. Його транслювала по телебаченню телекомпанія USA Network. 23 команди Національної баскетбольної асоціації (NBA) по черзі вибирали найкращих випускників коледжів, а також інших кандидатів, офіційно зареєстрованих для участі в драфті, зокрема іноземців. Перші два права вибору належали командам, які посіли останні місця у своїх конферренціях, а їхній порядок визначало підкидання монети. Даллас Маверікс виграв підкидання монети і отримав перший загальний драфт-пік, а Детройт Пістонс - другий. Решту драфт-піків першого раунду команди дістали у зворотньому порядку до їхнього співвідношення перемог до поразок у сезоні 1980–1981. Гравець, який завершував четвертий рік у коледжі автоматично отримував право на участь у драфті. Перед драфтом п'ятеро гравців, які завершили менш як чотири роки навчання, оголосили, що братимуть участь у драфті. Драфт складався з 10-ти раундів, на яких вибирали 223 гравці.

## Драфт

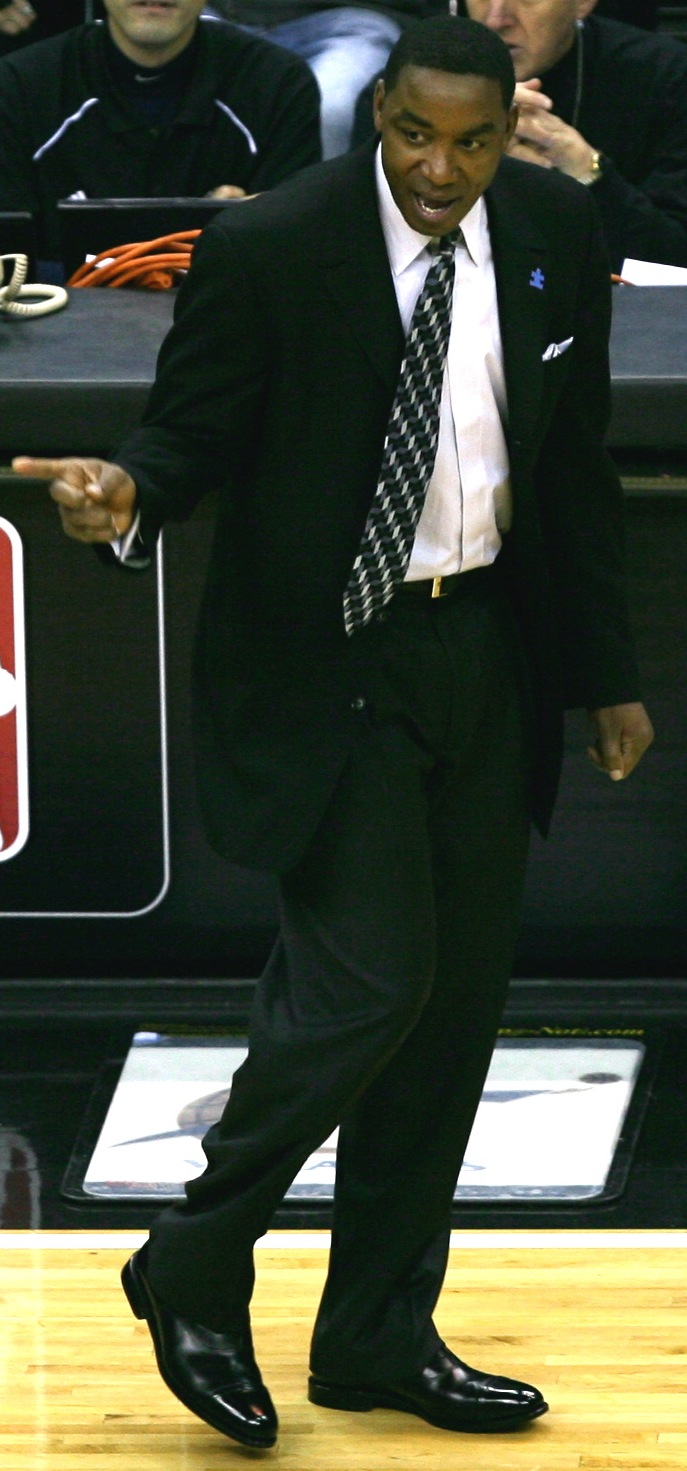
Детройт Пістонс вибрали Айзею Томаса під другим загальним номером.

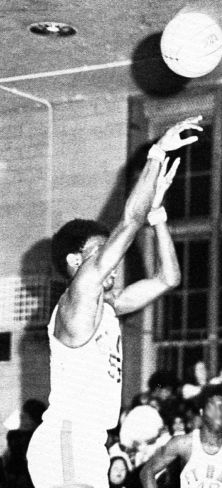
Нью-Дже́рсі Нетс вибрали Альберта Кінга під 10-м загальним номером.

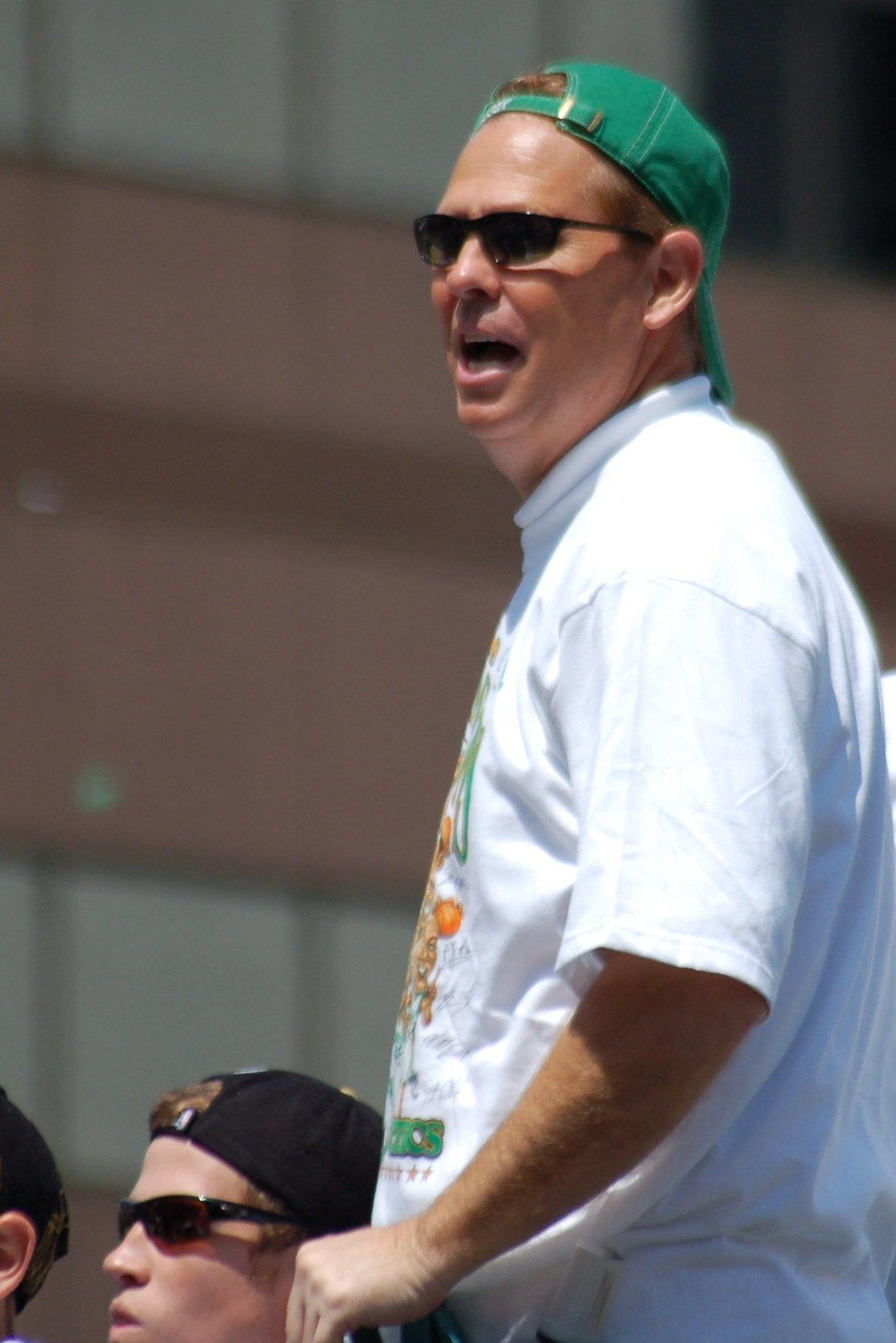
Бостон Селтікс вибрали Денні Ейнджа під 31-м загальним номером.

| Поз.    | G        | F       | C         |
| Позиція | Захисник | Форвард | Центровий |

| ^ | Позначає гравців, обраних у Баскетбольну залу слави Нейсміта                                                        |
| * | Позначає гравців, які взяли участь принаймні в одній грі матчу всіх зірок НБА і потрапили до Збірної всіх зірок НБА |
| + | Позначає гравців, які взяли участь принаймні в одній грі матчу всіх зірок НБА                                       |
| # | Позначає гравців, які жодного разу не грали в регулярному сезоні НБА або плей-оф                                    |

| Раунд | Вибір | Гравець           | Поз. | Громадянство     | Команда НБА                                                               | Коледж/Клуб              |
| ----- | ----- | ----------------- | ---- | ---------------- | ------------------------------------------------------------------------- | ------------------------ |
| 1     | 1     | Марк Агірре+      | G/F  | США              | Даллас Маверікс                                                           | Де Пол (Дж.)             |
| 1     | 2     | Айзея Томас^      | G    | США              | Детройт Пістонс                                                           | Індіана (Соф.)           |
| 1     | 3     | Бак Вільямс*      | F/C  | США              | Нью-Дже́рсі Нетс                                                           | Меріленд (Дж.)           |
| 1     | 4     | Ел Вуд            | G/F  | США              | Атланта Гокс (від Клівленд через Філадельфія, Портленд and Чикаго)[a]     | Північна Кароліна (Ср.)  |
| 1     | 5     | Денні Врейнс      | F    | США              | Сіетл Суперсонікс (від Юта)[b]                                            | Юта (Ср.)                |
| 1     | 6     | Орландо Вулридж   | F    | США              | Чикаго Буллз (від Атланта)[a]                                             | Нотр-Дам (Ср.)           |
| 1     | 7     | Стів Джонсон+     | F/C  | США              | Канзас-Сіті Кінґс (від Сіетл через Нью-Йорк)[c]                           | Орегон Стейт (Ср.)       |
| 1     | 8     | Том Чемберс*      | F/C  | США              | Сан-Дієго Кліпперс                                                        | Юта (Ср.)                |
| 1     | 9     | Роландо Блекмен+  | G    | Панама · США1[›] | Даллас Маверікс (від Денвер)[d]                                           | Канзас Стейт (Ср.)       |
| 1     | 10    | Альберт Кінг      | G/F  | США              | Нью-Дже́рсі Нетс (від Голден-Стейт через Портленд)[e]                      | Меріленд (Ср.)           |
| 1     | 11    | Френк Джонсон     | G    | США              | Вашингтон Буллетс                                                         | Вейк Форест (Ср.)        |
| 1     | 12    | Келлі Трипучка+   | G/F  | США              | Детройт Пістонс (від Канзас-Сіті)[f]                                      | Нотр-Дам (Ср.)           |
| 1     | 13    | Денні Шейс        | F/C  | США              | Юта Джаз (від Х'юстон)[g]                                                 | Сірак'юс (Ср.)           |
| 1     | 14    | Герб Вільямс      | F/C  | США              | Індіана Пейсерз                                                           | Огайо Стейт (Ср.)        |
| 1     | 15    | Джефф Лемп        | G/F  | США              | Портленд Трейл-Блейзерс                                                   | Вірджинія (Ср.)          |
| 1     | 16    | Дарнелл Велентайн | G    | США              | Портленд Трейл-Блейзерс (від Чикаго)[a]                                   | Канзас (Ср.)             |
| 1     | 17    | Кевін Лоудер      | G/F  | США              | Канзас-Сіті Кінґс (від Нью-Йорк через Клівленд)[h]                        | Alabama State (Ср.)      |
| 1     | 18    | Рей Толберт       | F    | США              | Нью-Дже́рсі Нетс (від Сан-Антоніо)[i]                                      | Індіана (Ср.)            |
| 1     | 19    | Майк Макгі        | G/F  | США              | Лос-Анджелес Лейкерс                                                      | Мічиган (Ср.)            |
| 1     | 20    | Ларрі Ненс+       | F/C  | США              | Фінікс Санз                                                               | Клемсон (Ср.)            |
| 1     | 21    | Елтон Лістер      | F/C  | США              | Мілвокі Бакс                                                              | Аризона Стейт(Ср.)       |
| 1     | 22    | Франклін Едвардс  | G    | США              | Філадельфія Севенті-Сіксерс                                               | Клівленд Стейт (Ср.)     |
| 1     | 23    | Чарльз Бредлі     | G    | США              | Бостон Селтікс                                                            | Вайомінг (Ср.)           |
| 2     | 24    | Джей Вінсент      | F    | США              | Даллас Маверікс                                                           | Мічиган Стейт (Ср.)      |
| 2     | 25    | Трейсі Джексон    | G/F  | США              | Бостон Селтікс (від Детройт)[j]                                           | Нотр-Дам (Ср.)           |
| 2     | 26    | Браян Джексон#    | F    | США              | Портленд Трейл-Блейзерс (від Нью-Джерсі через Індіана)[k]                 | Utah State (Ср.)         |
| 2     | 27    | Говард Вуд        | F    | США              | Юта Джаз                                                                  | Теннессі (Ср.)           |
| 2     | 28    | Джин Бенкс        | G/F  | США              | Сан-Антоніо Сперс (від Клівленд через Los Angeles and Чикаго)[l]          | Дьюк (Ср.)               |
| 2     | 29    | Едді Джонсон      | G/F  | США              | Канзас-Сіті Кінґс (від Атланта)[m]                                        | Іллінойс (Ср.)           |
| 2     | 30    | Ед Рейнс          | F    | США              | Сан-Антоніо Сперс (від Сіетл через Чикаго)[l]                             | Південна Алабама (Ср.)   |
| 2     | 31    | Денні Ейндж+      | G/F  | США              | Бостон Селтікс (від San Diego)[n]                                         | Браєм Янг (Ср.)          |
| 2     | 32    | Майк Оллівер#     | G    | США              | Чикаго Буллз (від Денвер,[o] проданий у Індіана)[A]                       | Lamar (Ср.)              |
| 2     | 33    | Сем Вільямс       | F    | США              | Голден-Стейт Ворріорс (від Вашингтон)[p]                                  | Аризона Стейт (Ср.)      |
| 2     | 34    | Кен Грін          | F    | США              | Денвер Наггетс (від Голден-Стейт через Юта)[q]                            | Pan American (Ср.)       |
| 2     | 35    | Чарльз Девіс      | F    | США              | Вашингтон Буллетс (від Х'юстон)[r]                                        | Вандербілт (Ср.)         |
| 2     | 36    | Рей Блум          | G    | США              | Індіана Пейсерз (від Канзас-Сіті через Клівленд,[h] проданий у Чикаго)[A] | Орегон Стейт (Ср.)       |
| 2     | 37    | Ел Леслі#         | G    | США              | Індіана Пейсерз                                                           | Бакнелл (Ср.)            |
| 2     | 38    | Клайд Бредшо#     | G    | США              | Атланта Гокс (від Чикаго)[a]                                              | Де Пол (Ср.)             |
| 2     | 39    | Гарві Наклс#      | F    | США              | Лос-Анджелес Лейкерс (від Портленд через Детройт)[s]                      | Толедо (Ср.)             |
| 2     | 40    | Грег Кук#         | F    | США              | Нью-Йорк Нікс                                                             | ЛСЮ (Ср.)                |
| 2     | 41    | Клод Грегорі      | F    | США              | Вашингтон Буллетс (від Сан-Антоніо)[t]                                    | Вісконсин (Ср.)          |
| 2     | 42    | Елвіс Ролл#       | F/C  | США              | Лос-Анджелес Лейкерс                                                      | Флорида Стейт (Ср.)      |
| 2     | 43    | Елстон Тернер     | G/F  | США              | Даллас Маверікс (від Фінікс)[u]                                           | Міссісіпі (Ср.)          |
| 2     | 44    | Стів Лінгенфелтер | F    | США              | Вашингтон Буллетс (від Мілвокі через Канзас-Сіті і Нью-Джерсі)[v]         | South Dakota State (Ср.) |
| 2     | 45    | Ед Тернер#        | F    | США              | Х'юстон Рокетс (від Бостон)[w]                                            | Texas A&I (Ср.)          |
| 2     | 46    | Вернон Сміт#      | F    | США              | Філадельфія Севенті-Сіксерс                                               | Texas A&M (Ср.)          |

### Помітні гравці, вибрані після другого раунду

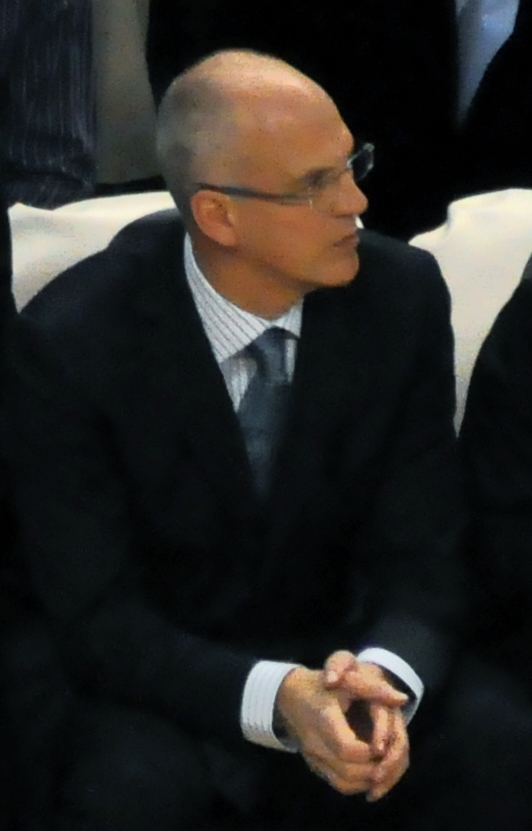
Джей Тріано, 179-й вибір, ніколи не грав у НБА, але був головним тренером команди НБА Торонто Репторз від 2008 до 2011 року і тренером у НБА починаючи з 2002 року.

Цих гравців на драфті НБА 1985 вибрали після другого раунду, але вони зіграли в НБА принаймні одну гру.
| Раунд | Вибір | Гравець           | Поз. | Громадянство | Команда НБА                          | Коледж/Клуб                  |
| ----- | ----- | ----------------- | ---- | ------------ | ------------------------------------ | ---------------------------- |
| 3     | 49    | Девід Бернс       | G    | США          | Нью-Дже́рсі Нетс                      | Сент-Луїс (Ср.)              |
| 3     | 52    | Руді Маклін       | G/F  | США          | Атланта Гокс                         | ЛСЮ (Ср.)                    |
| 3     | 53    | Марк Редфорд      | G    | США          | Сіетл Суперсонікс                    | Орегон Стейт (Ср.)           |
| 3     | 54    | Джим Сміт         | F    | США          | Сан-Дієго Кліпперс                   | Огайо Стейт (Ср.)            |
| 3     | 55    | Мікі Діллард      | G    | США          | Клівленд Кавальєрс (від Денвер)[x]   | Флорида Стейт (Ср.)          |
| 3     | 57    | Френк Бріковскі   | F/C  | США          | Нью-Йорк Нікс (від Вашингтон)[y]     | Пенн Стейт (Ср.)             |
| 3     | 61    | Петур Гудмундссон | C    | Ісландія     | Портленд Трейл-Блейзерс              | Вашингтон (Ср.)              |
| 3     | 66    | Крег Дайкема      | F    | США          | Фінікс Санз                          | Лонг-Біч Стейт (Ср.)         |
| 4     | 72    | Едмунд Шерод      | G    | США          | Нью-Дже́рсі Нетс                      | УСВ (Ср.)                    |
| 4     | 76    | Льюїс Ллойд       | G/F  | США          | Голден-Стейт Ворріорс (від Сіетл)[z] | Drake (Ср.)                  |
| 4     | 78    | Кенні Деннард     | F    | США          | Канзас-Сіті Кінґс (від Денвер)[aa]   | Дьюк (Ср.)                   |
| 4     | 81    | Ларрі Спріггс     | F    | США          | Х'юстон Рокетс                       | Howard (Ср.)                 |
| 4     | 85    | Пітер Верговен    | F    | США          | Портленд Трейл-Блейзерс              | Фресно Стейт (Ср.)           |
| 4     | 86    | Алекс Бредлі      | F    | США          | Нью-Йорк Нікс                        | Вілланова (Ср.)              |
| 4     | 88    | Кевін Маккенна    | G/F  | США          | Лос-Анджелес Лейкерс                 | Крейгтон (Ср.)               |
| 5     | 95    | Джо Купер         | F/C  | США          | Нью-Дже́рсі Нетс                      | Колорадо (Ср.)               |
| 5     | 102   | Генк Макдауелл    | F/C  | США          | Голден-Стейт Ворріорс                | Мемфіс Стейт (Ср.)           |
| 5     | 103   | Гаррі Віттс       | G/F  | США          | Вашингтон Буллетс                    | Holy Cross (Ср.)             |
| 6     | 130   | Роджер Беркмен    | G    | США          | Чикаго Буллз                         | Луїсвілл (Ср.)               |
| 7     | 150   | Клінтон Вілер     | G    | США          | Канзас-Сіті Кінґс                    | Ун-т Вільяма Патерсона (Ср.) |
| 8     | 165   | Боббі Кеттедж     | F    | США          | Юта Джаз                             | Оберн (Ср.)                  |
| 10    | 211   | Деррік Роуленд    | G    | США          | Денвер Наггетс                       | Potsdam State (Ср.)          |

## Trades

### Угоди під час драфту
У день драфту відбулись такі угоди між командами щодо вибраних гравців:
- A 1 2  Індіана Пейсерз придбала драфтові права на 32-й драфт-пік Mike Olliver від Чикаго Буллз в обмін на драфтові права на 36-й драфт-пік Ray Blume і драфт-пік другого раунду 1982 року.[5]

### Угоди перед драфтом
До дня драфту відбулись такі угоди між командами щодо вибраних гравців:
- a 1 2 3 4  8 червня 1981, Атланта Гокс придбав драфт-пік першого раунду 1981 року і драфт-пік другого раунду 1981 року від Чикаго Буллз в обмін на драфт-пік першого раунду 1981 року, драфт-пік другого раунду 1982 року і опцію обміну драфт-піками першого раунду 1982 року.[6] Перед тим Буллз придбали драфтові права на Ронні Лестера і драфт-пік першого раунду 10 червня 1980, від Портленд Трейл-Блейзерс в обмін на драфтові права на Келвіна Рансі і драфт-пік першого раунду 1981 року.[7] Перед тим Блейзерс придбали драфт-пік 8 лютого 1980, від Філадельфія Севенті-Сіксерс в обмін на Ліонел Голлінс.[8] Перед тим Севенті Сіксерс придбали драфт-пік першого раунду 1983 року 3 жовтня 1977, від Клівленд Кавальєрс в обмін на Террі Ферлоу.[9] Гокс використали драфт-пік, щоб вибрати Ела Вуда і Клайда Бредшоу. Буллз використали цей драфт-пік, щоб вибрати Орландо Вулдриджа. Блейзерс використали цей драфт-пік, щоб вибрати Дарнелла Велентайна.
- b  4 січня 1978, Сіетл Суперсонікс придбали драфт-пік першого раунду від Юта Джаз в обмін на Сліка Воттса.[10] Сонікс використали цей драфт-пік, щоб вибрати Денні Врейнса.
- c  25 вересня 1980, Канзас-Сіті Кінґс придбали Джо Мерівезера і драфт-пік першого раунду від Нью-Йорк Нікс внаслідок тристороннього обміну за участю Нікс і Клівленд Кавальєрс.[11] Перед тим Нікс придбали драфт-пік першого раунду 4 жовтня 1978, від Сіетл Суперсонікс в обмін на Лонні Шелтона і драфт-пік першого раунду 1979 року. Обмін оформлено як компенсацію, коли Нікс підписали Марвіна Вебстера 29 вересня 1978.[12] Кінґс використали цей драфт-пік, щоб вибрати Стіва Джонсон.
- d  3 грудня 1980, Даллас Маверікс придбав драфт-піки першого раунду 1981 і 1985 років від Денвер Наггетс в обмін на Кікі Вандевеге і драфт-пік першого раунду 1986 року.[13] Маверікс використали цей драфт-пік, щоб вибрати Роландо Блекмена.
- e  8 лютого 1980, Нью-Дже́рсі Нетс придбав Моріса Лукаса, драфт-піки першого раунду 1980 і 1981 років від Портленд Трейл-Блейзерс в обмін на Келвіна Нетта.[14] Перед тим Блейзерс придбали драфт-пік 7 червня 1978, від Голден-Стейт Ворріорс в обмін на драфт-пік першого раунду 1978 року.[15] Нетс використали цей драфт-пік, щоб вибрати Альберта Кінга.
- f  12 червня 1980, Детройт Пістонс придбав драфт-пік першого раунду від Канзас-Сіті Кінґс як компенсацію за підписання Ліона Дагласа як вільного агента.[16] Пістонс використали цей драфт-пік, щоб вибрати Келлі Трипучку.
- g  21 вересня 1978, Юта Джаз придбав драфт-пік першого раунду від Х'юстон Рокетс в обмін на Сліка Воттса.[10] Джаз використали цей драфт-пік, щоб вибрати Денні Шейса.
- h 1 2  8 червня 1981, Індіана Пейсерз придбала драфт-піки в другому раунді 1981 і 1982 років 8 червня 1981, від Клівленд Кавальєрс. Цей обмін оформлено як компенсацію, коли Кавальєрс підписали Джеймса Едвардса 25 травня 1981 року.[17] Перед тим Канзас-Сіті Кінґс придбали драфт-пік першого раунду 8 червня 1981, від Кавальєрс в обмін на цей драфт-пік другого раунду. Цей обмін оформлено як компенсацію, коли Кавальєрс підписали Скотат Ведмена.[18] Перед тим Кавальєрс придбали драфт-пік першого раунду 20 травня 1981, від Нью-Йорк Нікс в обмін на Ренді Сміта.[19] Кінґс використали цей драфт-пік, щоб вибрати Кевіна Лоудера. Пейсерз використали цей драфт-пік, щоб вибрати Рея Блума.
- i  15 серпня 1980, Нью-Дже́рсі Нетс придбали драфт-пік першого раунду від Сан-Антоніо Сперс як компенсацію за підписання Джорджа Джонсона як вільного агента.[20] Нетс використали цей драфт-пік, щоб вибрати Рея Толберта.
- j  19 жовтня 1978, Бостон Селтікс придбав Кріса Форда і драфт-пік другого раунду від Детройт Пістонс в обмін на Ерла Тейтума.[21] Селтікс використали цей драфт-пік, щоб вибрати Трейсі Джексона.
- k  9 жовтня 1979, Портленд Трейл-Блейзерс придбали драфт-пік другого раунду від Індіана Пейсерз в обмін на Клемона Джонсона.[22] Перед тим Пейсерз придбали Боба Каррінгтона, драфт-піки в другому раунді 1980 і 1981 років 27 січня 1978, від Нью-Дже́рсі Нетс в обмін на Джона Вільямсона.[23] Блейзерс використали цей драфт-пік, щоб вибрати Браяна Джексона.
- l 1 2  12 вересня 1980, Сан-Антоніо Сперс придбали два драфт-піки другого раунду від Чикаго Буллз як компенсацію за підписання Ларрі Кенона як вільного агента.[24] Перед тим Буллз придбали один із драфт-піків 8 серпня 1980, від Сіетл Суперсонікс як компенсацію за підписання Денніса Отрі як вільного агента.[25] Перед тим Буллз придбали Олівера Мака, драфт-піки в другому раунді 1980 і 1981 років 13 лютого 1980, від Лос-Анджелес Лейкерс в обмін на Марка Лендсбергера.[26] Перед тим Лейкерс придбали драфт-піки в другому раунді 1980 і 1981 років 24 жовтня 1979, від Клівленд Кавальєрс в обмін на Кенні Карра.[27] Сперс використали драфт-піки, щоб вибрати Джина Бенкса і Еда Рейнса.
- m  8 липня 1980, Канзас-Сіті Кінґс придбали драфт-пік другого раунду від Атланта Гокс як компенсацію за підписання Томмі Берлесона як вільного агента.[28] Перед тим Гокс придбали драфт-пік другого раунду 1980 року і придбали назад свій драфт-пік другого раунду 23 листопада 1979, від Юта Джаз в обмін на Террі Ферлоу.[9] Перед тим Джаз придбали драфт-пік другого раунду 1980 року 10 жовтня 1979, у Гокс в обмін на Рона Лі.[29] Кінґс використали цей драфт-пік, щоб вибрати Едді Джонсона.
- n  4 серпня 1978, Бостон Селтікс придбали Нейта Арчібальда, Марвіна Барнса, Біллі Найта, драфт-піки в другому раунді 1981 і 1983 років від Сан-Дієго Кліпперс в обмін на Кевіна Каннерта, Керміта Вашингтона, Сідні Вікса і Фрімена Вільямса.[30] Селтікс використали цей драфт-пік, щоб вибрати Денні Ейнджа.
- o  9 червня 1980, Чикаго Буллз придбали драфт-пік другого раунду від Денвер Наггетс в обмін на Седріка Горджеса.[31] Буллз використали цей драфт-пік, щоб вибрати Майка Оллівера.
- p  10 червня 1980, Голден-Стейт Ворріорс придбали драфт-пік другого раунду від Вашингтон Буллетс в обмін на драфтові права на Джеффа Руланда.[32] Ворріорз використали цей драфт-пік, щоб вибрати Сема Вільямса.
- q  11 вересня 1980, Денвер Наггетс придбали Вейна Купера і драфт-пік другого раунду від Юта Джаз в обмін на Бернарда Кінга.[33] Перед тим Джаз придбали цей драфт-пік і драфт-пік третього раунду 1980 9 жовтня 1979, від Голден-Стейт Ворріорс в обмін на Роберта Сміта.[34] Наггетс використали цей драфт-пік, щоб вибрати Кена Гріна.
- r  8 червня 1981, Вашингтон Буллетс придбали драфт-піки в другому раунді 1981 і 1983 років від Х'юстон Рокетс в обмін на Елвіна Гейса.[35] Буллетс використали цей драфт-пік, щоб вибрати Чарльза Девіса.
- s  1 жовтня 1980, Лос-Анджелес Лейкерс придбали драфт-пік другого раунду від Детройт Пістонс в обмін на Вейна Робінсона.[36] Перед тим Пістонс придбали a пік другого раунду 18 вересня 1979, від Портленд Трейл-Блейзерс в обмін на Джима Бруера.[37] Лейкерс використали цей драфт-пік, щоб вибрати Гарві Наклса.
- t  26 вересня 1980, Вашингтон Буллетс придбали драфт-піки в другому раунді 1981 і 1982 років від Сан-Антоніо Сперс в обмін на Дейва Корзіна.[38] Буллетс використали цей драфт-пік, щоб вибрати Клода Грегорі.
- u  9 червня 1980, Даллас Маверікс придбали драфт-пік другого раунду від Фінікс Санз в обмін на Вайлі Пека.[39] Маверікс використали цей драфт-пік, щоб вибрати Елстона Тернера.
- v  4 лютого 1980, Вашингтон Буллетс придбали Джона Вільямсона і драфт-пік другого раунду від Нью-Дже́рсі Нетс в обмін на Роджера Феглі.[23] Перед тим Нетс придбав Отіса Бердсонга і драфт-пік 8 червня 1981, від Канзас-Сіті Кінґс в обмін на Кліффа Робінсона.[40] Перед тим Кінґс придбали драфт-пік 19 червня 1980, від Мілвокі Бакс як компенсацію за підписання Лена Елмора як вільного агента.[41] Буллетс використали цей драфт-пік, щоб вибрати Стіва Лінгенфелтера.
- w  28 червня 1978, Х'юстон Рокетс отримади пік другого раунду від Бостон Селтікс як компенсацію за підписання Кевіна Куннерта як вільного агента.[42] Рокетс використали цей драфт-пік, щоб вибрати Еда Тернера.
- x  31 жовтня 1980, Клівленд Кавальєрс придбали Кіма Г'юза, драфт-пік третього раунду 1981 року і драфт-пік другого раунду 1982 року від Денвер Наггетс в обмін на Дейва Робіша.[43] Кавальєрс використали цей драфт-пік, щоб вибрати Мікі Ділларда.
- y  4 грудня 1979, Нью-Йорк Нікс придбали драфт-пік третього раунду від Вашингтон Буллетс в обмін на Джима Клімонса.[44] Нікс використали цей драфт-пік, щоб вибрати Френка Бріковскі.
- z  3 листопада 1980, Голден-Стейт Ворріорс придбали драфт-пік четвертого раунду від Сіетл Суперсонікс в обмін на Руді Вайта.[45] Ворріорз використали цей драфт-пік, щоб вибрати Льюїса Лойда.
- aa  10 липня 1978, Канзас-Сіті Кінґс придбали пік четвертого раунду у Денвер Наггетс в обмін на Джоффа Кромптона.[46] Кінґс використали цей драфт-пік, щоб вибрати Кенні Деннарда.

## Нотатки
^ 1: Роландо Блекмен народився в Панамі, але виріс у США і грав за збірну США.